# 120121 Libbyadelman
120121 Libbyadelman è un asteroide della fascia principale. Scoperto nel 2003, presenta un'orbita caratterizzata da un semiasse maggiore pari a 2,9706750 UA e da un'eccentricità di 0,1045375, inclinata di 6,14036° rispetto all'eclittica.